# Lasiodorides longicolli
Lasiodorides longicolli là một loài nhện trong họ Theraphosidae.
Loài này thuộc chi Lasiodorides. Lasiodorides longicolli được Joachim Schmidt miêu tả năm 2003.